# 東京六大学競技ダンス選手権大会
東京六大学競技ダンス選手権大会（とうきょうろくだいがくきょうぎダンスせんしゅけんたいかい）は、東京に本部を置く6つの大学の競技ダンス部、舞踏研究会などによって行なわれる競技ダンスの大会。

## 概要
1955年に第1回大会が挙行され、毎年春と秋の年2回競技が行なわれている。
全日本学生競技ダンス連盟によって運営され、第5回秋の東京六大学戦から競技会の運営全てが学生の手によって行なわれている。
2010年には第110回大会を迎えており、日本の学生競技ダンスの大会の中では最も長い歴史を持つ。
新種目の採用など、学生競技ダンスの大会における実験的な導入の多くが東京六大学戦でなされてきた経緯もあり、黎明期の学生競技ダンス界を牽引する役割を果たしてきた。
東京六大学の各校が女子大学など提携する他大学と合同で参加することも多く、一つの特徴になっている。
また、普段はライバル同士でありながら、合同で練習会を行なうこともあり、大学間の交流は盛んである。

## 構成大学
五十音順で以下の通りである。
- 慶應義塾大学競技ダンス部
- 東京大学運動会競技ダンス部
- 法政大学舞踏研究会
- 明治大学舞踏研究部
- 立教大学舞踏研究会
- 早稲田大学競技ダンス部

## 年表
- 1955年 第1回東京六大学舞踏選手権大会（新橋フロリダ）
- 1957年 第4回春の六大学戦でF、Qが加えられモダン4種目となる
- 1957年 第5回秋の六大学戦から競技会の運営全てを学生の手で行う
- 1963年 第17回秋の六大学戦からフルメンバー出場が実現し、フォーメーションダンス、優勝者デモも取り入れられた
- 1971年 第32回春の六大学戦からフォーメーションを正式種目に採用
- 1973年 第37回秋の六大学戦からルンバ、チャチャがオープン種目
- 1975年 第40回春の六大学戦からルンバ、チャチャを正式種目に採用
- 1983年 第56回春の六大学戦からサンバをオープン種目に採用
- 1984年 東京六大学舞踏選手権大会から東京六大学競技ダンス選手権大会に改称
- 1984年 第59回秋の六大学戦からラテン種目のサンバを正式種目に採用
- 1988年 東京六大学の5カップル、イギリスを訪問し、各地で日英親善を深める（3月）
- 1988年 第67回秋の六大学戦、燕尾服、キャットスーツ着用で挙行
- 1990年 春の六大学戦より応援者の服装が学生服からスーツに変わる
- 1992年 第75回秋の六大学戦でパソドブレ・エクシビション
- 1994年 第78回春の六大学戦から燕尾服を正式採用し、パソドブレを正式種目に採用
- 2005年 第100回記念大会を迎える